# سنگ‌غلتان مرکزی
سنگ‌غلتان مرکزی (نام علمی: Campostoma anomalum) نام یک گونه از سرده سنگ‌غلتان است.